# Scherma ai XVI Giochi del Mediterraneo
I tornei di  Scherma ai XVI Giochi del Mediterraneo si sono svolti presso il palazzetto dello sport "S.Maria" di Pineto, una struttura con una capienza di circa 1000 spettatori posta a circa 34 chilometri dal Villaggio Mediterraneo. Le competizioni si sono svolte sia in ambito maschile che in ambito femminile, mettendo in palio un totale di 4 ori, 4 argenti e 4 bronzi nelle seguenti specialità:
- Fioretto
- Sciabola
- Spada

Ogni Paese ha potuto iscrivere alla competizione un massimo di due atleti uomini e due atlete donne per ogni prova

## Calendario
Le gare hanno seguito il seguente calendario:
| ● | Competizioni | ● | Finali |

| Giugno/Luglio |    |    |    |    |    |    |    |    |    |
| 26            | 27 | 28 | 29 | 30 | 01 | 02 | 03 | 04 | 05 |
|               |    | ●  | ●  | ●  |    |    |    |    |    |

## Podi

### Uomini
| Evento            | Oro              | Argento           | Bronzo               |
| Spada             |                  |                   |                      |
| Spada individuale | Gauthier Grumier | Matteo Tagliariol | Francesco Martinelli |

### Donne
| Evento               | Oro                  | Argento              | Bronzo          |
| Spada                |                      |                      |                 |
| Spada individuale    | Nathalie Moellhausen | Sarra Besbes         | Jeanne Colignon |
| Fioretto             |                      |                      |                 |
| Fioretto individuale | Valentina Vezzali    | Margherita Granbassi | Inès Boubakri   |
| Sciabola             |                      |                      |                 |
| Sciabola individuale | Carole Vergne        | Léonore Perrus       | Ilaria Bianco   |

## Medagliere
| Posizione | Paese   |   |   |   | Totale |
| --------- | ------- | - | - | - | ------ |
| 1         | Italia  | 2 | 2 | 2 | 6      |
| 2         | Francia | 2 | 1 | 1 | 4      |
| 3         | Tunisia | 0 | 1 | 1 | 2      |
| Totale    | Totale  | 4 | 4 | 4 | 12     |